# Guglielmo Spoletini

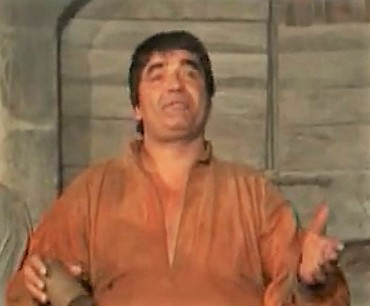
Guglielmo Spoletini nei panni di Miale di Milazzo nel film il soldato di ventura (1976)

Guglielmo Spoletini (Bellegra, 18 aprile 1929 – Roma, 12 marzo 2005) è stato un attore italiano.

## Biografia
Romano, è conosciuto per la sua partecipazione nel film Rugantino di Pasquale Festa Campanile, dove interpreta il ruolo di Gnecco. Ha preso parte a circa trenta film, spesso sotto pseudonimi come William Bogart (o Bogard) e William Spoletin (o Spolt). Ha recitato in diversi western, che amava molto, nonché al film dell'orrore Il presagio di Richard Donner.

## Filmografia
- Gli avventurieri dei tropici (1960)
- Le voci bianche (1964)
- Per una manciata d'oro (1965)
- Due mafiosi contro Goldginger (1965)
- Uccidete Johnny Ringo (1966)
- Arizona Colt (1966)
- Per pochi dollari ancora (1966)
- Un fiume di dollari (1967)
- Il marinaio del Gibilterra (1967)
- Il tempo degli avvoltoi (1967)
- 30 Winchester per El Diablo (1967)
- Da uomo a uomo (1967)
- L'uomo venuto per uccidere (1967)
- Vado... l'ammazzo e torno (1967)
- Ad uno ad uno... spietatamente (1968)
- Tempo di Charleston (1969)
- ...E intorno a lui fu morte (1969)
- La vera storia di Frank Mannata (1969)
- La notte dei serpenti (1969)
- Lo irritarono... e Sartana fece piazza pulita (1970)
- Trastevere, regia di Fausto Tozzi (1971)
- Lo chiamavano Verità (1972)
- Roma, regia di Federico Fellini (1972)
- Nonostante le apparenze... e purché la nazione non lo sappia... All'onorevole piacciono le donne, regia di Lucio Fulci (1972)
- Jus primae noctis (1972)
- Allegri becchini... arriva Trinità, regia di Ferdinando Merighi (1973)
- Rugantino (1973)
- Lucrezia giovane (1974)
- Carambola (1974)
- Faccia di spia, regia di Giuseppe Ferrara (1975)
- Cassiodoro il più duro del pretorio, regia di Oreste Coltellacci (1975)
- Il soldato di ventura (1976)
- Vai col liscio (1976)
- Il presagio (1976)
- Don Giovanni (1979)
- L'America a Roma, documentario, regia di Gianfranco Pannone (1998)

## Doppiatori
- Ferruccio Amendola in Per pochi dollari ancora, Rugantino, Carambola
- Daniele Tedeschi in Un fiume di dollari
- Sergio Tedesco in 30 Winchester per El Diablo
- Corrado Gaipa in Vado... l'ammazzo e torno
- Alberto Lupo in Ad uno ad uno... spietatamente
- Glauco Onorato in La notte dei serpenti
- Pino Locchi in La irritarono... e Sartana fece piazza pulita
- Sergio Fiorentini in Il soldato di ventura